# Irací Hassler Jacob
Irací Hassler Jacob (castellà: Irací Hassler)  (Santiago de Xile, 6 de novembre de 1990) és una economista i política xilena, militant del Partit Comunista de Xile. El maig de 2021 fou escollida batllessa de Santiago de Xile.
La seva mare és brasilera d'origen tupí-guaraní mentre que el seu pare és xilè descendent de suïssos. Va estudiar a l'Escola Suïssa de Santiago de Xile, situada al districte de Nuñoa i, posteriorment, es va llicenciar en enginyeria comercial a la Universitat de Xile. El 2011 es va unir a les Joventuts Comunistes de Xile, participant activament a les protestes estudiantils d'aquell any. També va liderar la Federació d'Estudiants de la Universitat de Xile (FECh).
El 2016 va ser escollida regidora de Santiago de Xile, mandat que finalitzava el 2020 però per culpa de la pandèmia de COVID-19 es va ampliar fins al 2021. L'any 2018 es va convertir en militant del Partit Comunista de Xile. El desembre de 2020 va guanyar les eleccions primàries per a postular-se com a principal candidata opositora a Felipe Alessandri (RN), batlle de la ciutat des de 2016, per a les eleccions municipals de 2021. En conseqüència, el maig de 2021 es va presentar als comicis. El 17 de maig a la 1h, encara amb l'escrutini en marxa, va proclamar la victòria des de la Plaça d'Armes de la ciutat entre consignes d'«Irací, l'altre no» (en castellà: "Irací, el otro no"). D'aquesta manera, es va convertir en la segona dona, després de Carolina Tohá, i primer militant comunista a aconseguir aquest càrrec polític.